# Большая Клюквенная
Большая Клюквенная — река на полуострове Камчатка в России. Протекает по территории Мильковского района. Длина реки — 28 км.
Впадает в реку Камчатка справа на расстоянии 633 км от её устья.
Код водного объекта — 19070000112120000012997.
Основные притоки — 1-я Подушка, 2-я Подушка, Ургушка (все — правые), Луковка (левая). В верховьях протекает по гористой местности, покрытой берёзовым лесом. В среднем течении пересекается автодорогой. Нижняя половина течения реки расположена в болотистых берегах.